# Шкляр, Владимир Борисович
Владимир Борисович Шкляр (род. 16 сентября 1960, Кировабад) — украинский политик, Народный депутат Украины 4-го созыва, научный директор ООО «Таргет Сервис-Агро».

## Биография
Украинец; отец Борис Семёнович.
Образование: Украинская сельскохозяйственная академия, инженерный факультет (1979—1984), инженер, преподаватель сельскохозяйственных дисциплин; кандидатская диссертация «Обновление и развитие технических средств в сельскохозяйственном производстве» (Институт аграрной экономики УААН). Народный депутат Украины.
- 1984—1986 — инженер отдела Управления сельского хозяйства Киевского облисполкома[1].
- 1986—1987 — старший инженер Киевского областного управления материально-технического обеспечения Госснаба Совета министров УССР[1].
- 1987—2002 — заведующий мастерской, механик, главный инженер, заместитель директора, директора Крымской государственной опытной станции УААН, село Клепинино Красногвардейского района[1].

Доверенное лицо кандидата на пост Президента Украины Виктора Ющенко в Тио № 8 (2004—2005). Член Комитета национального спасения (ноябрь 2004-январь 2005).
Народный депутат Украины 4-го созыва с апреля 2002 до апреля 2006, избирательный округ № 8, АР Крым, самовыдвижение. За 24,92 %, 8 соперников. На время выборов: директор Крымской государственной опытной станции УААН, член АПУ. Член группы «Народовластие» (июнь 2002 — март 2004), внефракционный (март — апрель 2004), уполномоченный представитель группы «Центр» (апрель 2004 — март 2005) — Заместитель председателя Комитета по вопросам аграрной политики и земельных отношений (с июня 2002).
Народный депутат Украины 5-го созыва с сентября 2006 по июнь 2007 от Блока «Наша Украина», № 84 в списке, член НСНУ. Член фракции «Наша Украина» (с сентября 2006). Член Комитета по вопросам правосудия (с декабря 2006). Сложил депутатские полномочия 15 июня 2007.
Сентябрь 2007 — кандидат в народные депутаты Украины от Блока «Наша Украина — Народная самооборона», № 123 в списке. На время выборов: временно не работал, член НСНУ.
Был членом Совета НС «Наша Украина» (с марта 2005), председатель Крымской республиканской организации НСНУ.
Владеет немецким языком.

## Ссылка
- сайт ВРУ